# Ian Bryce
Ian Bryce (1956) es un productor de películas inglés.

## Biografía
Ian Bryce nació en Totnes y se crio en Buckfastleigh. Se trasladó con su familia a Leigh Woods, cerca de Bristol. Fue a la Gordano School, en Somerset. Al principio trabajó en los muelles de Bristol, antes de trasladarse a Estados Unidos, después de hacerse amigo de algunos residentes de Los Ángeles, mientras tomaba unas vacaciones allí.
En la actualidad, vive en Los Ángeles.
Bryce comenzó su carrera como asistente de producción en Star Wars: Episodio VI - Return of the Jedi y apareció como extra en el submarino en Raiders of the Lost Ark. Comenzó su asociación con Steven Spielberg como asistente de dirección en Indiana Jones and the Temple of Doom y en la producción como productor asociado en Ewoks: The Battle for Endor y Howard the Duck. Luego pasó a servir como director de producción en películas como Tucker: un hombre y su sueño, Willow, Indiana Jones y la última cruzada, The Rocketeer y Joe contra el volcán.
Bryce ganó un Globo de Oro y obtuvo una nominación al Óscar por su trabajo como productor en Salvar al soldado Ryan, de Steven Spielberg, un drama de la Segunda Guerra Mundial. La película ganó el premio a la mejor imagen de varias organizaciones de críticos, incluyendo Nueva York, Los Ángeles y Broadcast Film Critics, y fue la película más taquillera de 1998.
Bryce había producido a principios de los años 1990 Twister, dirigida por Jan De Bont, y HardRain.
En 2007 volvió a colaborar con Spielberg en Transformers (2007), ambos como productores de la película, y en sus secuelas Transformers: la venganza de los caídos (2009) y Transformers: el lado oscuro de la luna.

## Filmografía
- Star Wars: Episode VI - Return of the Jedi (1983) (asistente de producción)
- Indiana Jones and the Temple of Doom (1984) (asistente de dirección)
- Ewoks: The Battle for Endor (1985) (productor asociado)
- Howard the Duck (1986) (productor asociado)
- ¿Quién engañó a Roger Rabbit? (1988) (mánager de producción)
- Indiana Jones y la última cruzada (1989) (mánager de producción)
- Field of Dreams (1989) (mánager de producción)
- The Rocketeer (1991) (mánager de producción)
- Batman Returns (1992) (productor asociado)
- Sol naciente (1993) (productor)
- The Beverly Hillbillies (1993) (productor)
- Speed (1994) (productor ejecutivo)
- Twister (1996) (productor)
- Saving Private Ryan (1998) (productor)
- Almost Famous (2000) (productor)
- Spider-Man (2002) (productor)
- Tears of the Sun (2003) (productor)
- La isla (2005) (productor)
- Transformers (2007) (productor)
- Hancock (2008) (productor ejecutivo)
- Transformers: la venganza de los caídos (2009) (productor)
- Transformers: el lado oscuro de la luna (2011) (productor)
- Transformers: la era de la extinción (2014) (productor)

## Premios y distinciones
Premios Óscar
| Año  | Categoría      | Película               | Resultado |
| ---- | -------------- | ---------------------- | --------- |
| 1999 | Mejor Película | Salvar al soldado Ryan | Nominado  |